# MOS Technology
МОС текнолоџи (енгл. MOS Technology) је америчка рачунарска компанија коју је основало особље које је током раних седамдесетих година 20. века напустило Моторолу.
Идеја водиља нове компаније била је дизајн и изградња микропроцесора за рачуске уређаје (калкулаторе или дигитроне). МОС-ов нови микропроцесор имена МОС 6501 имао је исти распоред ножица као и Моторолин 6800 због чега га је Моторола блокирала тужбом. Изменом распореда ножица на микропроцесору те променом појединих наредби, МОС избацује нову јединицу, МОС 6502, 1975. године. Због цене и добрих својстава за своје време, 6502 постаје избор многих конструктора рачунара и рачунских уређаја.
Уласком на тржиште микрорачунара, компанија Комодор купује МОС 1978. године да би осигурала довољно микропроцесора за своје производе, те да не би зависила од других произвођача. Овом стратешком куповином, започиње златно доба МОС-а који, као одвојена јединица новог власника, производи процесоре за све 8-битне рачунаре Комодор.
Без дефинисаног пословног циља, МОС је прегазило време јер се тржиште полупроводника, посебно микропроцесора, променило као и пословни успех матичне компаније Комодор. Банкрот Комодора током 1994. године представља и крај МОС-а. Бивши менаџери Комодора покушали су спасити овај део његовом куповином, али овај покушај оживљавања завршава 2001. године.

## МОС процесори
- КИМ-1

- МОС 4510

- МОС 6501 пин-компактибилан с Моторола 6800
- МОС 6502 основа каснијих МОС процесора
- МОС 6507 коришћен у Атари 2600
- МОС 6508

- МОС 6509 коришћен у Комодор ЦБМ-2.
- МОС 6510 коришћен у Комодор 64
- МОС 6520

- МОС 6522 коришћен у Комодор и Епл
- МОС ТПИ
- МОС ЦИА коришћен у Комодор и Амига
- МОС СПИ

- МОС РРИОТ
- МОС 6532 коришћен у Атари 2600
- МОС 6540
- МОС 6545
- МОС 6551 коришћен у Комодор, Епл и Apple II.
- МОС ВИЦ графика и звук у Комодор ВИЦ 20
- МОС ВИЦ-2 коришћен у Комодор 64 и 128
- МОС СИД звучни чип за Комодор 64 и 128
- МОС ТЕД коришћен у Комодор плус4 и 16
- МОС 8500 коришћен у Комодор 64
- МОС 8501
- МОС 8502 коришћен у Комодор 64
- МОС 8551
- МОС ВДЦ коришћен у Комодор 128
- МОС 8568 коришћен у Комодор 128